# I Classici del Giallo Mondadori dal 301 al 400
|  | I 100 precedenti: I Classici del Giallo Mondadori dal 201 al 300 |

## Dal N.301 al N.400
| N.  | Titolo italiano                         | Autore                  | Titolo originale                     | Anno originale | Pubblicazione |
| --- | --------------------------------------- | ----------------------- | ------------------------------------ | -------------- | ------------- |
| 301 | Scritto fra gli astri                   | Jonathan Stagge         | The Stars Spell Death                | 1939           | 1978          |
| 302 | Delitti da mille e una notte            | John Dickson Carr       | The Arabian Nights Murder            | 1936           | 1978          |
| 303 | Perry Mason e la sveglia sotterrata     | Erle Stanley Gardner    | The Case of the Buried Clock         | 1943           | 1978          |
| 304 | Giorno dei morti                        | Agatha Christie         | Sparkling Cyanide                    | 1945           | 1978          |
| 305 | Donald Lam ci vede chiaro               | A. A. Fair              | Crows Can't Count                    | 1946           | 1978          |
| 306 | Che tipo quel Caution!                  | Peter Cheyney           | Poison Ivy                           | 1937           | 1978          |
| 307 | Gideon a rapporto                       | J.J. Marric             | Gideon's Risk                        | 1960           | 1978          |
| 308 | Estremo insulto                         | Ed McBain               | The Mugger                           | 1956           | 1978          |
| 309 | Sciacalli si muore                      | James Hadley Chase      | The Dead Stay Dumb                   | 1939           | 1978          |
| 310 | Poirot sul Nilo                         | Agatha Christie         | Death On the Nile                    | 1937           | 1978          |
| 311 | Accadde a Chicago                       | Day Keene               | Strange Witness                      | 1953           | 1978          |
| 312 | La dimora segreta                       | Edgar Wallace           | The Secret House                     | 1917           | 1979          |
| 313 | Camera chiusa N. 13                     | Rufus King              | Museum Piece No. 13                  | 1946           | 1979          |
| 314 | Nero Wolfe, discolpati                  | Rex Stout               | Plot It Yourself                     | 1959           | 1979          |
| 315 | Occhi nel buio                          | Margaret Millar         | Wall of Eyes                         | 1943           | 1979          |
| 316 | Il quarto lato del triangolo            | Ellery Queen            | The Fourth Side of the Triangle      | 1965           | 1979          |
| 317 | Istantanea di un delitto                | Agatha Christie         | 4:50 From Paddington                 | 1957           | 1979          |
| 318 | Perry Mason e la pelliccia tarmata      | Erle Stanley Gardner    | The Case of the Moth-Eaten Mink      | 1952           | 1979          |
| 319 | Ombre di cera                           | Ursula Curtiss          | Widow's Web                          | 1956           | 1979          |
| 320 | Tutto da rifare all'87º Distretto       | Ed McBain               | Lady, Lady, I Did It!                | 1961           | 1979          |
| 321 | L'affare D'Arblay                       | R. Austin Freeman       | The D'Arblay Mystery                 | 1926           | 1979          |
| 322 | L'ultima tappa                          | Anthony Berkeley        | Jumping Jenny                        | 1933           | 1979          |
| 323 | So che mi ucciderai                     | Edna Sherry             | Sudden Fear                          | 1948           | 1979          |
| 324 | Troppi clienti                          | Rex Stout               | Too Many Clients                     | 1960           | 1979          |
| 325 | Trappola per topi                       | Agatha Christie         | The Mousetrap                        | 1954           | 1979          |
| 326 | La compagnia dei ranocchi               | Edgar Wallace           | The Fellowship of the Frog           | 1925           | 1979          |
| 327 | Il grande caldo                         | William P. McGivern     | The Big Heat                         | 1953           | 1979          |
| 328 | Perché non l'hanno chiesto a Evans?     | Agatha Christie         | Why Didn't They Ask Evans?           | 1934           | 1979          |
| 329 | L'hai voluto tu!                        | James Hadley Chase      | You've Got It Coming                 | 1955           | 1979          |
| 330 | Perry Mason e le dita fosforescenti     | Erle Stanley Gardner    | The Case of the Fiery Fingers        | 1951           | 1979          |
| 331 | La corte delle streghe                  | John Dickson Carr       | The Burning Court                    | 1937           | 1979          |
| 332 | Nessuna via d'uscita                    | Ed McBain               | Like Love                            | 1962           | 1979          |
| 333 | Una volta c'era una vecchia...          | Ellery Queen            | There Was An Old Woman               | 1943           | 1979          |
| 334 | Il segreto della morte                  | Patrick Quentin         | Black Widow                          | 1952           | 1979          |
| 335 | Il vagabondo                            | Edgar Wallace           | The Northing Tramp                   | 1926           | 1979          |
| 336 | L'incubo nero                           | Cornell Woolrich        | The Black Path of Fear               | 1944           | 1979          |
| 337 | Nero Wolfe la paga cara                 | Rex Stout               | The Final Deduction                  | 1961           | 1979          |
| 338 | Il vortice                              | Ross MacDonald          | The Drowning Pool                    | 1950           | 1980          |
| 339 | Uno studio in nero                      | Ellery Queen            | A Study in Terror                    | 1966           | 1980          |
| 340 | Ucciderò alle otto                      | Ed McBain               | Lady Killer                          | 1958           | 1980          |
| 341 | Il pericolo senza nome                  | Agatha Christie         | Peril at End House                   | 1932           | 1980          |
| 342 | Perry Mason e la salma in fuga          | Erle Stanley Gardner    | The Case of the Runaway Corpse       | 1954           | 1980          |
| 343 | Cadavere in visita                      | Brett Halliday          | The Corpse Come Calling              | 1942           | 1980          |
| 344 | L'uomo che comprò Londra                | Edgar Wallace           | The Man Who Bought London            | 1915           | 1980          |
| 345 | La calda notte dell'ispettore Tibbs     | John Ball               | In the Heat of the Night             | 1965           | 1980          |
| 346 | Scacco al re per Nero Wolfe             | Rex Stout               | Gambit                               | 1962           | 1980          |
| 347 | È un problema                           | Agatha Christie         | Crooked House                        | 1949           | 1980          |
| 348 | Meglio morto che vivo                   | James Hadley Chase      | Safer Dead                           | 1954           | 1980          |
| 349 | È un reato, dottor Fell!                | John Dickson Carr       | The Dead Man's Knock                 | 1948           | 1980          |
| 350 | Gioca al buio l'87º Distretto           | Ed McBain               | Ax                                   | 1964           | 1980          |
| 351 | Perry Mason e la complice impaurita     | Erle Stanley Gardner    | The Case of the Nervous Accomplice   | 1955           | 1980          |
| 352 | Il boia di New York                     | James Hadley Chase      | This Way For the Shroud              | 1953           | 1980          |
| 353 | Miss Marple nei Caraibi                 | Agatha Christie         | A Caribbean Mystery                  | 1964           | 1980          |
| 354 | Fiesta di morte                         | Patrick Quentin         | Puzzle For Pilgrims                  | 1947           | 1980          |
| 355 | Il sospetto                             | Francis Iles            | Before the Fact                      | 1932           | 1980          |
| 356 | L'angelo nero                           | Cornell Woolrich        | The Black Angel                      | 1943           | 1980          |
| 357 | La sposa di Newgate                     | John Dickson Carr       | The Bride of Newgate                 | 1950           | 1980          |
| 358 | Perry Mason e il gigante che uccide     | Erle Stanley Gardner    | The Case of the Green-Eyed Sister    | 1953           | 1980          |
| 359 | La porta chiusa                         | Ellery Queen            | The Door Between                     | 1937           | 1980          |
| 360 | L'enigma della banderilla               | Stuart Palmer           | The Puzzle of the Blue Banderilla    | 1937           | 1980          |
| 361 | 87º Distretto: una cartuccia di troppo  | Ed McBain               | Shotgun                              | 1969           | 1980          |
| 362 | Nero Wolfe, difenditi!                  | Rex Stout               | The Mother Hunt                      | 1963           | 1980          |
| 363 | Un cavallo per la strega                | Agatha Christie         | The Pale Horse                       | 1961           | 1980          |
| 364 | Perry Mason e la vedova ingannata       | Erle Stanley Gardner    | The Case of the Fugitive Nurse       | 1954           | 1981          |
| 365 | Assassinio allo specchio                | Agatha Christie         | The Mirror Crack'd From Side To Side | 1962           | 1981          |
| 366 | Cinquemila hanno visto                  | Ellery Queen            | The American Gun Mystery             | 1933           | 1981          |
| 367 | Il levantino                            | Edgar Wallace           | Flat 2                               | 1924           | 1981          |
| 368 | Il tarlo del sospetto                   | James Hadley Chase      | The Soft Centre                      | 1964           | 1981          |
| 369 | La vedova beffarda                      | Carter Dickson          | Night at the Mocking Widow           | 1950           | 1981          |
| 370 | I mercenari                             | Donald E. Westlake      | The Mercenaries                      | 1960           | 1981          |
| 371 | La lega degli uomini spaventati         | Rex Stout               | The League of Frightened Men         | 1935           | 1981          |
| 372 | Attentato Carella                       | Ed McBain               | Killer's Wedge                       | 1959           | 1981          |
| 373 | Perry Mason e il fantasma senza memoria | Erle Stanley Gardner    | The Case of the Glamourer Ghost      | 1955           | 1981          |
| 374 | Il segreto di Chimneys                  | Agatha Christie         | The Secret of Chimneys               | 1925           | 1981          |
| 375 | I denti del drago                       | Ellery Queen            | The Dragon's Teeth                   | 1939           | 1981          |
| 376 | I diabolici                             | Boileau-Narcejac        | Celle qui n'ètait plus               | 1952           | 1981          |
| 377 | Miss Marple al Bertram Hotel            | Agatha Christie         | At Bertram's Hotel                   | 1965           | 1981          |
| 378 | Operazione terrore                      | Gordon e Mildred Gordon | Operation Terror                     | 1961           | 1981          |
| 379 | Mio figlio l'assassino                  | Patrick Quentin         | My Son, the Murderer                 | 1954           | 1981          |
| 380 | In gamba, Donald Lam!                   | A. A. Fair              | Kept Women Can't Quit                | 1960           | 1981          |
| 381 | È morto un burlone                      | Stuart Palmer           | The Puzzle of the Happy Hooligan     | 1941           | 1981          |
| 382 | Quattro giorni di guai                  | Wade Miller             | Guilty Bystander                     | 1947           | 1981          |
| 383 | Miss Marple: nemesi                     | Agatha Christie         | Nemesis                              | 1971           | 1981          |
| 384 | Tre cerchi rossi                        | Jonathan Stagge         | The Scarlet Circle                   | 1943           | 1981          |
| 385 | Una lama nell'ombra                     | Mignon G. Eberhart      | Melora                               | 1959           | 1981          |
| 386 | L'uomo dai due corpi                    | Edgar Wallace           | Captains of Souls                    | 1922           | 1981          |
| 387 | Costa dei barbari                       | Ross MacDonald          | The Barbarous Coast                  | 1956           | 1981          |
| 388 | I fantasmi della casa maledetta         | John Dickson Carr       | Papa La-Bas                          | 1968           | 1981          |
| 389 | La scala a chiocciola                   | Ethel Lina White        | Some Must Watch                      | 1933           | 1981          |
| 390 | Controcorrente                          | Patrick Quentin         | The Green-Eyed Monster               | 1960           | 1982          |
| 391 | È troppo facile                         | Agatha Christie         | Murder Is Easy                       | 1939           | 1982          |
| 392 | Nero Wolfe e sua figlia                 | Rex Stout               | Over My Dead Body                    | 1940           | 1982          |
| 393 | La tigre per la coda                    | James Hadley Chase      | Tiger by the Tail                    | 1954           | 1982          |
| 394 | Corpi al sole                           | Agatha Christie         | Under the Sun                        | 1941           | 1982          |
| 395 | Chiamate "Frederik 2-8024"              | Ed McBain               | The Heckler                          | 1960           | 1982          |
| 396 | Perry Mason a lume di candela           | Erle Stanley Gardner    | The Case of the Crooked Candle       | 1944           | 1982          |
| 397 | Giallo in famiglia                      | Craig Rice              | Home Sweet Homicide                  | 1944           | 1982          |
| 398 | Il delitto alla rovescia                | Ellery Queen            | The Chinese Orange Mystery           | 1934           | 1982          |
| 399 | Macabro quiz                            | Agatha Christie         | Cat Among the Pigeons                | 1959           | 1982          |
| 400 | Nero Wolfe e il morto che parla         | Rex Stout               | The Silent Speaker                   | 1946           | 1982          |

|  | I 100 successivi: I Classici del Giallo Mondadori dal 401 al 500 |